# Polymera (Polymera) microstictula
Polymera (Polymera) microstictula is een tweevleugelige uit de familie steltmuggen (Limoniidae). De soort komt voor in het Neotropisch gebied.